# ポロヌプリ山
ポロヌプリ山（ポロヌプリざん）は、北海道の枝幸郡枝幸町と枝幸郡中頓別町の2町にまたがる標高841mの山である。

## 概要
北見山地北部に位置する。山頂は石灰岩質の双耳峰であり、ミヤマノギクなどの希少な高山植物が自生する。また西側の山麓にはカルスト地形が形成されており、中頓別鍾乳洞は日本最北の鍾乳洞として知られている。
ポロヌプリ山は砂金が出る場所として明治時代にゴールドラッシュが起きたものの、4年程度で砂金は枯渇した。現在はポロヌプリ山の北部に位置する珠文岳山麓のウソタンナイ砂金採掘公園にて砂金掘りができる。
山名はアイヌ語で「ポロ・ヌプリ（親なる山）」に由来する。漢字表記では「幌登山」と書く。興部町と西興部村の境にポロヌプリ岳という非常に似た山名の山がある。

## 登山
登山道はなく、夏はハイマツや樹木に覆われ藪漕ぎを強いられるため残雪期に登られることが多い。ルートの取り方は複数あるが北見幌別川支流のパンケナイ川から登られることが多めである。